# Newberry Springs
Newberry Springs est une localité du comté de San Bernardino en Californie, à environ 30 km à l'est de Barstow, à l'ouest du désert des Mojaves. Elle est située à proximité de la Route 66. La population était de 2 895 habitants en 2000.
Newberry Springs est connue par le film Bagdad Café, tourné en grande partie au Sidewinder Café (par la suite renommé Bagdad Café).